# اريك كارلسون
اريك كارلسون (بالإنجليزية: Eric Carlson)‏ هو مهندس معماري أمريكي، ولد في 18 يونيو 1963 في آن آربر في الولايات المتحدة.